# Memento Materia
Memento Materia är ett svenskt skivbolag som huvudsakligen släpper elektronisk musik, typiskt i synt/industri/EBM/techno-genrerna. De licensierar även vissa utländska artister, men är antagligen mest kända utanför Sverige för att vara först med att kontraktera internationellt framgångsrika engelska bandet Mesh.